# Ethan Finlay
 Ethan Finlay  (Duluth,  Minnesota, Estados Unidos; 6 de agosto de 1990) es un futbolista estadounidense. Juega como extremo.

## Trayectoria

### Inicios
Finlay estudió en la escuela secundaria de Marshfield, Wisconsin, en donde jugó al fútbol y al fútbol americano. Rápidamente se convirtió en uno de los mejores jugadores de la región, obteniendo todos los premios de la temporada en su primer año. Finlay se caracterizaba por ser un... "gran jugador con muchísimo talento y velocidad." Finlay tiene el récord con la mayor cantidad de puntos en el estado, 98 goles y 69 asistencias. Mientras iba al colegio, Finlay también fue un jugador clave para su club, el FC Milwaukee, ayudándole a alcanzar dos USA National Club Final Fours y ganar dos campeonatos regionales. Finlay jugó dos temporadas para los equipos de verano del Marshfield Soccer Association.
EL 20 de diciembre de 2021, firmó un contracto por dos años en el Austin FC.

## Selección nacional
Finlay fue convocado a la selección mayor de los Estados Unidos por primera vez en enero de 2016 con miras a dos partidos amistosos frente a Islandia y Canadá. Hizo su debut frente al primero, en un partido que los Estados Unidos terminarían ganando 3-2.

## Clubes
| Club             | País           | Año       |
| ---------------- | -------------- | --------- |
| Columbus Crew    | Estados Unidos | 2012-2017 |
| Minnesota United | Estados Unidos | 2017-2021 |
| Austin FC        | Estados Unidos | 2022-2024 |